# Gobierno provisional de Belgica (1814-1815)
El gobierno provisional de Bélgica o el gobierno general de Bélgica gobernó los Países Bajos meridionales desde febrero de 1814 hasta septiembre de 1815, cuando los países del sur de los Países Bajos se incorporaron definitivamente al Reino Unido de los Países Bajos . Los documentos oficiales en ese momento están en francés (Général de la Belgique Gouvernement) o en alemán (Generalgouvernement von Belgien) ; en neerlandés de esa época a veces también se encuentra la Algemeen Bestuur der Nederlanden. 
Por orden de las Altas Potencias Aliadas, representadas por la Comisión Central para la Administración de los Países Recuperados de Francia bajo el liderazgo del Barón Heinrich Friedrich Karl vom und zum Stein, en enero de 1814, se establecieron varios Gobiernos Generales (gobiernos generales) en la reconquista o zonas liberadas. 
En el Tratado de París del 30 de mayo de 1814, se decidió transferir la responsabilidad del sur de los Países Bajos a las potencias ocupantes del Reino Unido y los Países Bajos. La comisión del barón von Stein se disolvió el 15 de junio. El gobernador general De Vincent expiró y fue reemplazado el 1 de agosto de 1814 por el príncipe Guillermo de Orange . 
Desde el 16 de marzo de 1815 hasta la plena unión con el norte de los Países Bajos el 21 de septiembre de 1815, el gobierno trabajó bajo la soberanía de la Casa de Orange-Nassau. 

## Antecedentes
Derrotados los franceses el 11 de enero de 1814 en la batalla de Hoogstraten, estos se refugiaron en las ciudades de Amberes, Maubeuge y Ostende. Ocupando los aliados gran parte del territorio belga, Dinant el 5 de febrero, Mons al día siguiente y Bruselas el 8.

## Territorio
Inicialmente, solo estos departamentos estaban bajo la autoridad de este gobierno provisional: Leie, Dijle, Schelde, Twee Neten, Jemappes y Samber en Maas. 
Los departamentos de Roer, Beneden-Maas y Ourthe cayeron bajo el gobierno general del Bajo Rin; el Woudendepartement cayó bajo la autoridad del Gobierno General del Medio Rin. El 12 de junio de 1814, los dos últimos gobiernos se fusionaron en el Gobierno General del Bajo y Medio Rin. 
El 20 de agosto de 1814, toda la orilla izquierda del Mosa fue transferida al gobierno general belga. Al mismo tiempo, la orilla derecha del río Mosa, que es la mayor parte del departamento de Sambre y Mosa, fue transferida al gobierno general del Bajo y Medio Rin. 

El 12 de mayo de 1815, después del Congreso de Viena, las partes de las provincias posteriores (neerlandesas) de Limburgo, Lieja y Namur ubicadas en la margen derecha del río Mosa fueron transferidas.

Los gobiernos generales a la izquierda del Rin entre enero y agosto de 1814.